# Kumulativní nálož

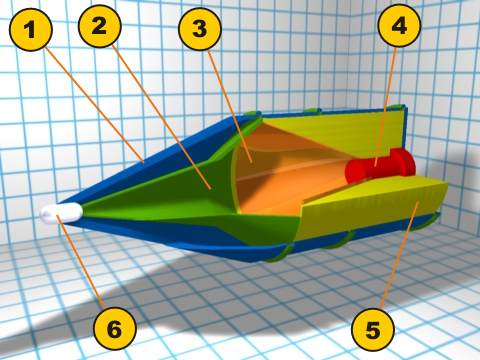
1: aerodynamický kryt 2: dutina 3: kónická vložka 4: rozbuška 5: výbušnina 6: piezoelektrický zapalovač

Kumulativní nálož je označení pro geometrickou úpravu brizantní výbušiny na probití, propálení nebo třeba jen svaření či vytvarování materiálu.
Cílem této úpravy je koncentrovat energii produkovanou výbuchem v určitém směru. Toho se dosahuje vytvořením dutiny ve hmotě výbušiny. Tlaková vlna způsobená výbuchem má tendenci kopírovat povrch výbušiny a tím se v ohnisku zkoncentruje a vytvoří paprsek, který má značnou rychlost a sílu.
Pro vytvoření dutiny se používají vložky vytvarované do dutého kužele, rotačního hyperboloidu nebo duté koule.
Lze dosáhnout i superkumulačního efektu: dutina má tvar válce a dokonce může být i kónická s hrdlem užším než je dno. Superkumulovaný paprsek je plazma. 
Výbušina musí mít dostatečnou detonační rychlost a detonační tlak, jinak se paprsek vůbec nevytvoří nebo nemá dostatečnou průbojnost.
Pro tvorbu paprsku je také nepříznivá rotace střely. Rakety s kumulativní hlavicí proto nejsou stabilizovány rotací, u střel pro děla jsou použity nákružky s kuličkovými ložisky, eventuálně s reakčním raketovým motorem. Stabilizaci pak obstarává rotující hmota nákružků, střela samotná nerotuje.
Detonační rychlost se udává minimálně 6000 m/s (ale i s HMTD, které má Dmax 5100 m/s, to jde). Použitý materiál je volen podle aplikace. Pro jaderné zbraně a střely s velkým zrychlením se používá ANTA, jinak je to hlavně RDX, pak také HMX, HNB, nitroadamantany, nově i TENGU a dokonce i CL-20, což je zatím nejsilnější průmyslově vyráběná výbušina.
Schopnost nálože ovlivňuje i materiál vložky a to svojí hmotou, účastnící se kumulativního paprsku. Nejpoužívanější jsou měď, hliník, ocel. V roce 1940 byly použity při dobývání belgické pevnosti Eben-Emael.